# Садлер, Мэттью
Мэттью Садлер (англ. Matthew Sadler; род. 15 мая 1974) — английский шахматист, гроссмейстер (1993).
Двукратный чемпион Великобритании — 1995 и 1997 (совместно с М. Адамсом)
В составе сборной Англии участник 2 Олимпиад (1996—1998).

## Изменения рейтинга
| Графики недоступны из-за технических проблем. См. информацию на Фабрикаторе и на mediawiki.org. |